# Zbór Śląskiego Kościoła Ewangelickiego Augsburskiego Wyznania we Frydku-Mistku
Zbór Śląskiego Kościoła Ewangelickiego Augsburskiego Wyznania we Frydku-Mistku – zbór (parafia) luterańska w Frydku-Mistku, należąca do senioratu frydeckiego Śląskiego Kościoła Ewangelickiego Augsburskiego Wyznania, w kraju morawsko-śląskim, w Czechach.

## Historia
Reformacja we Frydku nigdy nie odniosła takiego skutku jak w innych częściach Śląska Cieszyńskiego. Nieliczna społeczność luterańska w sąsiedztwie Frydka liczyła w 1880 ok. 200 osób należących do zboru w Ligotce Kameralnej. Sytuacja ta zmieniła się gdy między Leskowcem a Frydkiem uruchomiono Hutę Karola i z Ustronia przeniesiono część zakładów hutniczych, za którymi podążyło około 300 robotników i urzędników z rodzinami, w większości luteran. W 1888 książę Albrecht Fryderyk Habsburg podarował kawałek ziemi na założenie cmentarza, poświęconego 24 marca 1884. 16 września 1888 odbyło się pierwsze nabożeństwo i rozpoczęło się funkcjonowanie stacji kaznodziejskiej początkowo w sali hotelowej, a kazania wygłaszano w języku polskim, później też niemieckim. W 1896 podniesiono ją do rangi filii zboru w Ligotce Kameralnej. W 1908 przybył tutaj pastor Andrzej (Andreas) Buzek, w 1910 rozpoczęto budowę neogotyckiego kościoła według projektu Jana Pohla ukończonego i poświęconego 26 listopada 1911. Po pierwszej wojnie światowej, upadku Austro-Węgier i powstaniu Czechosłowacji kościół podległy został Niemieckiemu Kościołowi Ewangelickiemu w Czechach, na Morawach i na Śląsku. W latach 1919–1921 wikarym był Karl Sikora, a latach 1922-1924 pastorem został Paul Karzel, którego zastąpił Ernst Kleiss.
Po II wojnie światowej Niemiecki Kościół Ewangelicki został zlikwidowany na mocy decyzji władz państwowych, a kościół z probostwem został przydzielony Ewangelickiemu Kościołowi Czeskobraterskiemu. Miejscowi luteranie uczestniczyli od tej pory w życiu religijnym pobliskich zborów Śląskiego Kościoła Ewangelickiego Augsburskiego Wyznania w Ligotce Kameralnej, Trzanowicach i Hawierzowie-Błędowicach, jak również w Ostrawie oraz Stonawie. Czynili jednak starania o powołanie we Frydku-Mistku zboru lub stacji kaznodziejskiej.
W 1948 proboszczem w Ligotce Kameralnej został ks. Władysław Santarius, który pełnił później stanowisko duchownego również w parafiach w Trzanowicach i Ostrawie. Sprawował on opiekę duszpasterską nad luteranami z Frydku-Mistku, kontynuując zabiegi w celu wznowienia działalności miejscowego zboru.
1 czerwca 1952 na mocy decyzji Państwowego Urzędu ds. Religijnych budynek kościoła ewangelickiego we Frydku-Mistku został oficjalnie przyznany zborowi Ewangelickiego Kościoła Czeskobraterskiego. Odbyło się to z zastrzeżeniem, że obiekt zostanie w razie potrzeby udostępniony do użytkowania przez właściciela również innym kościołom niekatolickim, ale postulaty miejscowych luteranów długo nie były przyjmowane przez władze państwowe i Kościoła Czeskobraterskiego.
Dopiero w 1968 wydane zostało zezwolenie na prowadzenie w kościele ewangelickim w jedną niedzielę w miesiącu oraz w święta czeskojęzycznych nabożeństw luterańskich, co musiało zostać uznane przez Ewangelicki Kościół Czeskobraterski. Powstała stacja kaznodziejska Śląskiego Kościoła Ewangelickiego Augsburskiego Wyznania była administrowana przez misję kościelną (późniejszą Społeczność Chrześcijańską) oraz zbór w Trzanowicach. W latach 70. XX wieku nabożeństwa we Frydku-Mistku prowadził ks. Gustav Cienciala ze zboru w Cierlicku.
W okresie 1980–1990 do Frydku-Mistku przeprowadziło się kilka rodzin ewangelickich ze Śląska Cieszyńskiego, które prowadziły pracę misyjną wśród niewierzących mieszkańców miasta, jak również działały w celu aktywizacji religijnej nowych mieszkańców miasta wyznania ewangelickiego.
Z czasem liczba prowadzonych nabożeństw została zwiększona do dwóch na miesiąc. Odbywały się także zajęcia szkółki niedzielnej, godziny biblijne oraz organizowana była nauka religii.
Na synodzie odbywającym się 21 stycznia 1994 w Ligotce Kameralnej podjęta została uchwała o przekształceniu stacji kaznodziejskiej we Frydku-Mistku w samodzielny zbór. W lutym 1994 Rada Kościoła dokonała zakupu budynku przy ul. Smetanově 376, znajdującego się w sąsiedztwie kościoła ewangelickiego, który został przystosowany na dom zborowy z salą na 50 miejsc do prowadzenia nabożeństw, pomieszczeniem na organizację spotkań młodzieżowych i mieszkaniem duchownego. Z uwagi na remont kościoła, pierwsze nabożeństwo w domu zborowym miało miejsce 19 czerwca 1994. Poprowadził je ks. senior Bogusław Kokotek z Trzanowic razem z nowym frydeckim wikariuszem, ks. Tomášem Tyrlíkiem. Do końca 1994 doszło do sformalizowania się samodzielnego zboru we Frydku-Mistku, dokonano również wyboru prezbiterstwa.
1 stycznia 1995 w budynku kościoła miało miejsce nabożeństwo z okazji powstania nowego zboru oraz poświęcenia domu zborowego, czego dokonał biskup Vladislav Volný. W maju 1995 po ponad pięćdziesięcioletniej przerwie miała miejsce pierwsza konfirmacja.
Stanowisko wikariusza na miejscu pełnił ks. Tomáš Tyrlík, a parafia była administrowana do 1998 przez ks. Jana Wacławka ze zboru w Nawsiu. 21 czerwca 1998 w kościele w Frydku-Mistku miała miejsce instalacja ks. Tyrlíka na proboszcza. W wyniku reorganizacji struktury kościoła w 1998 w miejsce dwóch senioratów zostało utworzonych pięć mniejszych i powstał wówczas seniorat frydecki, którego seniorem został ks. Tyrlík. 18 kwietnia 1999 w kościele w Ligotce Kameralnej miała miejsce jego instalacja na tym stanowisku.
16 listopada 2003 odbyła się uroczystość instalacji nowego proboszcza zboru, którym został ks. Miroslav Sikora, pełniący to stanowisko do 2013. Wówczas funkcję duchownego w parafii objął ks. Lukáš Borecki, początkowo jako wikariusz, a następnie od 2020 stał się jej proboszczem-administratorem.

## Działalność
Nabożeństwa prowadzone są w każdą niedzielę i święta. Odbywają się one głównie w sali domu zborowego, jednak nabożeństwa z okazji większych uroczystości, jak chrzest, konfirmacja, czy nabożeństwa świąteczne mają miejsce w budynku kościoła ewangelickiego. Ich przebieg jest transmitowany w internecie. Co środę organizowane są ponadto nabożeństwa w hospicjum FM, a w każdą pierwszą niedzielę miesiąca również w domu spokojnej starości przy ul. 28 Října.
W trakcie nabożeństw niedzielnych mają miejsce zajęcia szkółki niedzielnej dla dzieci.
Ponadto odbywają się spotkania biblijne oraz modlitewne, spotkania młodzieżowe, średniego pokolenia i dla matek z dziećmi. Organizowane są warsztaty kreatywne, działa też Chrześcijański Klub Filmowy.
Cztery razy w roku mają miejsce spotkania dla seniorów, których częścią jest przeznaczone dla nich nabożeństwo ze spowiedzią i Sakramentem Ołtarza. Organizowane są także indywidualne odwiedziny duszpasterskie starszych wiernych
.